# Stile baronale scozzese

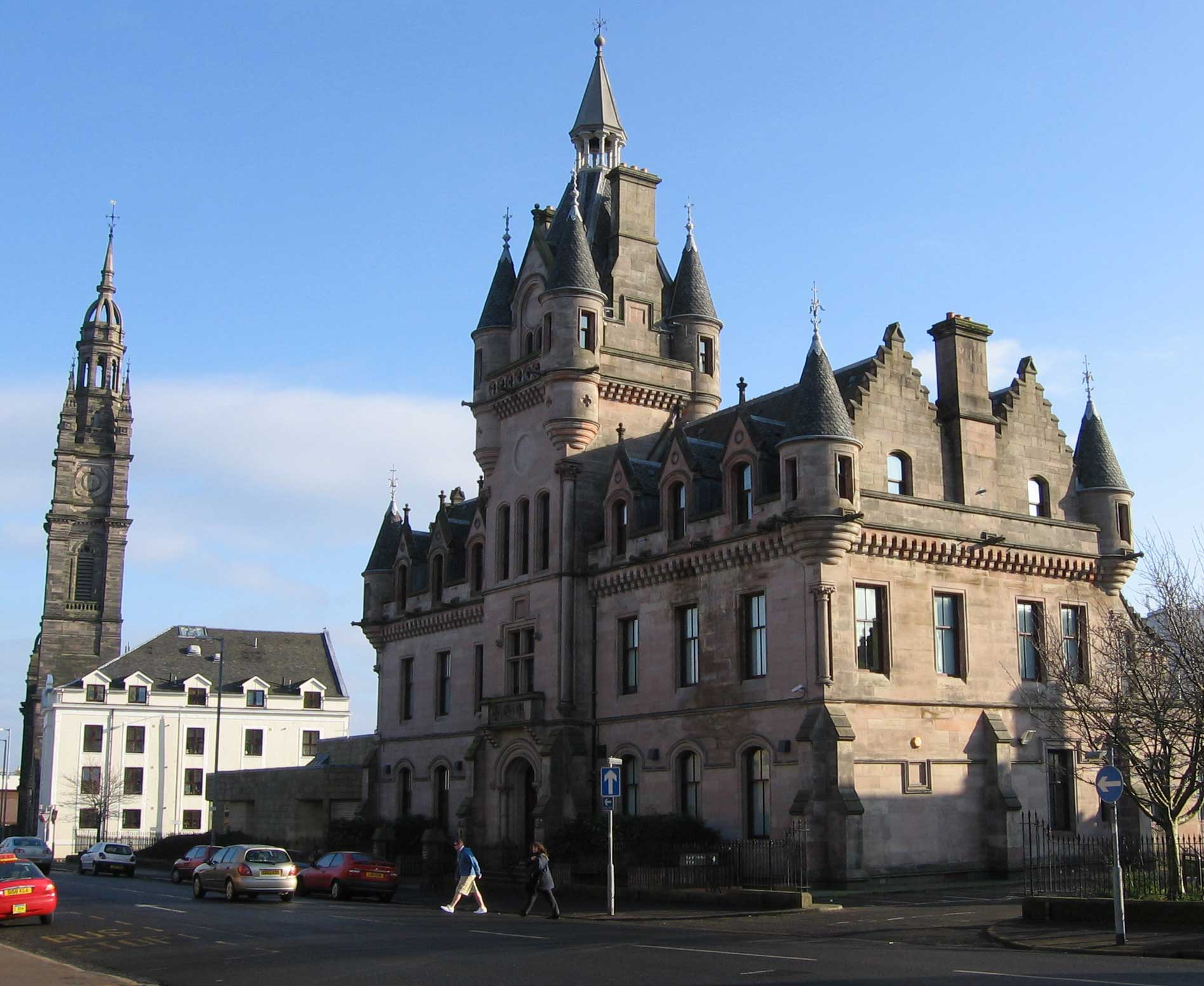
Greenock Sheriff Court presenta i frontoni a gradoni e torrette con mensole agli angoli

Lo Stile baronale scozzese è parte dell'architettura neogotica, che usa elementi e forme stilistiche dei castelli, delle casetorri e delle magioni del periodo gotico in Scozia, come il Castello di Craigievar e il Castello di Newark a Port Glasgow. Lo stile neogotico fu popolare dall'inizio del diciannovesimo secolo fino alla prima guerra mondiale.

## Caratteristiche
Gli edifici in questo stile presentano spesso torri adornate da torrette più piccole. La linea del tetto è irregolare, i loro merli sono rotti da frontoni a gradini. Mentre le piccole finestre lanceolate sono comuni in torri e timpani, le grandi vetrate di cristallo non sono rare, ma anche in questi casi spesso i tetti sono ornati da pinnacoli e merlature. I porticati, i portici e i porte-cochere sono spesso associati al castello, un'imitazione della saracinesca sulle case più grandi si trova di tanto in tanto sospesa sopra la porta d'ingresso, affiancata da animali araldici e altri motivi medievali.
Questo stile architettonico è spesso usato per edifici pubblici, come la Aberdeen Grammar School. Tuttavia, questo stile non era affatto confinato in Scozia ed è, in verità, una fusione dei castelli dell'architettura neogotica usati prima da Horace Walpole per la sua villa Twickenham, a Strawberry Hill, e l'antica opera difensiva scozzese della casatorre. Nel corso del XIX secolo divenne di moda per case private la costruzione di torrette e soprannominate in stile scozzese baronale. Infatti l'architettura spesso aveva poco in comune con le case a torre, che, mantenendo le loro funzione difensiva, erano carenti rispetto alle idee di comfort del XIX secolo.
I castelli scozzesi baronali del XX secolo hanno avuto la reputazione di follie architettoniche. Tra tanti committenti e architetti, lo stile ha perso fama durante i primi anni del XX secolo.

## Esempi

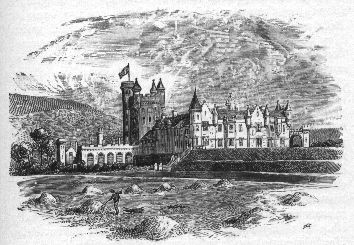
Balmoral Castle mostra la parsonificazione dello stile alla fine del diciannovesino secolo. Un dongione principale simile a quello del Castello di Craigievar si trova nel mezzo del castello, mentre una grande casa di campagna con un gran numero di torrette

Lo stile baronale scozzese divenne famoso grazie ad architetti come Edward Blore; questa forma di architettura era popolare nei domini dell'Impero britannico. Uno dei primi esempi di questo stile è Abbotsford House, la residenza del famoso romanziere e poeta Sir Walter Scott, costruita per lui sul fiume Tweed sul confine anglo-scozzese.
Lo stile era molto popolare in Scozia e fu applicato a molte abitazioni relativamente modeste di architetti come Edward Calvert. Ironia della sorte, alcuni veri e propri castelli scozzesi furono ricostruiti in stile scozzese baronale. Nel corso del XIX secolo divenne di moda per l'aristocrazia lasciare Londra per visitare la Scozia durante il mese di agosto per la caccia. Le tenute che venivano costruite in quel periodo erano spesso castelli di immense proporzioni, come il Castello di Skibo e il Castello di Balmoral.
In Irlanda un giovane architetto inglese della York School of Architecture, George Fowler Jones, progettò il Castello di Oliver, una mansion di 110 camere di circa 2.700 m², costruito in arenaria rosa, simile al Castello di Belfast. Il Castello di Oliver aveva tutte le caratteristiche classiche dello stile, tra cui la merlatura, i porte-cochere, il frontone a gradoni, numerose torrette, feritoie, scale a chiocciola in pietra e tetti conici a cappello da strega.
In Nuova Zelanda questo stile fu promosso dall'architetto Robert Lawson che progettò frequentemente con questo stile, in particolare il Castello di Larnach a Dunedin. Altri esempi in Nuova Zelanda comprendono le opere di Francesco Petre. A Toronto Casa Loma fu costruita su una collina, tra il 1911 e il 1914, per Sir Henry Pellatt, un prominente finanziere e industriale. Il suo architetto, E. J. Lennox, gli fornì merli e torri, oltre a moderni impianti idraulici e altre comodità. Un altro esempio canadese è lo Banff Springs Hotel nel Banff National Park in Alberta. Questo hotel è ancora in uso.